# Нейтральні води (фільм, 1968)
«Нейтральні води» (рос. «Нейтральные воды») — радянський художній фільм 1968 року, знятий на Кіностудії ім. М. Горького.

## Сюжет
Холодна війна. Крейсер ВМФ СРСР виконує завдання по стеженню за кораблем ВМС США в нейтральних водах східної частини Середземного моря. Незважаючи на шанобливе ставлення військових моряків держав, що протистоять одна одній, в будь-який момент може статися провокація…

## У ролях
- Кирило Лавров — командир корабля Бурмін
- Володимир Четвериков — матрос-секретчик Гридасов
- Володимир Самойлов — комбриг
- Геннадій Карнович-Валуа — замполіт
- Олександр Ушаков — старпом
- Валентин Рудович — капітан 3 рангу
- Євген Бикадоров — капітан 2 рангу
- Євген Кузнецов — адмірал
- Всеволод Кузнецов — мічман-секретчик
- Олексій Панькин — матрос
- Олександр Голобородько — командир американського фрегата
- Михайло Янушкевич — американський матрос Джон
- Ніна Попова — епізод
- Антоніна Дмитрієва — мати Гридасова
- Антоніна Пілюс — Марина
- Петро Вишняков — епізод
- Микола Рябинський — офіцер корабля
- Олександр Потапов — Юра, матрос
- Олександра Данилова — член військової комісії
- Євген Гарманчук — епізод
- Олексій Задачин — епізод
- Леонід Князєв — епізод
- Ігор Косухін — затриманий
- Віктор Шульгін — штабіст
- Валентин Смирнов — епізод

## Знімальна група
- Режисер — Володимир Беренштейн
- Сценаристи — Валентин Венделовський[ru], Василь Соловйов, Володимир Беренштейн
- Оператори — Андрій Кириллов, Михайло Кириллов
- Композитор — Кирило Молчанов
- Художник — Олександр Діхтяр